# Каунитони
Каунитони (фидж. Kaunitoni) — в фиджийской мифологии название каноэ, приплывшего из древней прародины на Западе с богами-прародителями фиджийцев, Лутунасомбасомба и Нденгеи.

## Содержание мифа
Согласно одному из мифов, далеко в прошлом на западе от современных островов Фиджи проживали три великих вождя по имени Лутунасомбасомба, Нденгеи и Уаиталанавануа. Однажды они решили построить судно, чтобы на нём вместе со своими жёнами, детьми и слугами отправиться в поисках новой плодородной земли, где они могли бы поселиться. Для этого они отправили посланника к вождю по имени Рокола, который стоял во главе клана плотников, чтобы уговорить его построить им каноэ. Он согласился. В результате было построено каноэ под названием Каунитони, которое в скором времени отправилось в долгий путь вместе с судами других волонтёров. Спустя несколько дней каноэ добрались до первой суши. Часть путешественником решила, что это было идеальным местом для проживания и осталась здесь (вероятно, это был остров Новая Гвинея). Затем последовал другой остров (возможно, Новая Британия), и опять на нём высадилась часть путешественников. После этого путь продолжило только каноэ Каунитони и ещё несколько судов. Несмотря на надежду путешественников встретить новую землю, их корабли попали в сильный шторм, в ходе которого были утеряны ценные таблички со знаниями, которые собирал Лутунасомбасомба. Так, Каунитони потянуло в восточном направлении. Только на тридцатый день шторма это каноэ было выброшено на сушу, а находившиеся на борту почувствовали себя в безопасности. Каноэ причалило у западного рифа острова Вити-Леву, немного к северу от деревни Висеисеи, между городами Нанди и Лаутока. Здесь было основано поселение Вунда (в переводе «наше начало») во главе с Лутунасомбасомба. Тем не менее, вождь был очень расстроен, что во время путешествия были потеряны ценные таблички, поэтому отправил на их поиски небольшую группу. Поиски однако не увенчались успехом, и посланники вернулись обратно на остров. Когда Лутунасомбасомба достиг преклонного возраста и уже не мог управлять, другой вождь Нденгеи принял решение переселить жителей в другое место, расположенное к востоку. Специально для этой цели были выстроены новые каноэ, так как Каунитони уже не могло вместить всех. После недолгого плавания каноэ во главе с Нденгеи высадились у бухты Ракираки. Специально для умирающего Лутунасомбасомба жители выстроили хижину из пандануса на вершине горы Накаувандра. Накануне своей смерти он собрал своих детей и приказал им разделиться и расселиться по всем землям, ранее открытым им. Отсюда и пошёл современный фиджийский народ.

## Критика
Этот миф уже длительное время подвергается критике со стороны антропологов и лингвистов, большинство из которых утверждает, что эта история — фабрикация, которая в действительности была придумана и использовалась в XIX веке местными учителями и миссионерами для отстаивания своей теории, согласно которой предки фиджийцев были родом из Африки, хотя известно, что заселение Океании происходило из Юго-Восточной Азии. Как известно, в 1892—1894 годах в одной из фиджийских газет под названием Na Mata проводился специальный конкурс на лучшую историю, в которой объяснялось бы происхождение фиджийцев. Победу одержала история антрополога, миссионера Лоримера Физона, в которой повествуется о каноэ Каунитони и утверждается, что родиной вождей Нденгеи и Лутунасомбасомба было озеро Танганьика в Африке. Вполне вероятно, что впоследствии эта история прижилась в фольклоре фиджийцев, а история о каноэ Каунитони стала одним из инструментов достижения островами Фиджи своей независимости.